# Belize City
Belize City er en by i det mellemamerikanske land Belize. Den ligger på østkysten af Belize nær Belizeflodens udmunding i det Caribiske Hav. Belize city er med sine 63.999(2022) indbyggere den største by i Belize og er det finansielle og industrielle centrum for landet. Byen var også hovedstad for British Honduras og efterfølgende for Belize, indtil regeringssædet blev flyttet til den nye hovedstad Belmopan i 1970. Den blev næsten helt ødelagt i 1961, da orkanen Hattie ramte. 